# Patrice Estanguet
Patrice Estanguet (* 19. dubna 1973 Pau) je bývalý francouzský vodní slalomář, kanoista závodící v kategorii C1.
Na mistrovstvích světa získal dvě stříbrné (C1 družstva – 1997, 2003) a dvě bronzové medaile (C1 – 2002; C1 družstva – 1999). V letech 1996 a 1997 vyhrál celkové pořadí Světového poháru v kategorii C1. Na Letních olympijských hrách 1996 v Atlantě vybojoval bronzovou medaili.
Jeho bratr Tony je rovněž kanoista a trojnásobný olympijský vítěz, jejich otec Henri je několikanásobný medailista z mistrovství světa ve vodním slalomu v 70. letech 20. století.